# Journal of Physics B
Journal of Physics B: Atomic, Molecular and Optical Physics (J. Phys.B) è una rivista scientifica pubblicata nel semi-mensile di Instite of Physics (IOP) del Regno Unito; è stato fondato nel 1968 dalla divisione del precedente titolo, "Physical Society (Londra) Proceedings".
Il giornale ha pubblicato ricerche in fisica atomica, fisica molecolare, scattering e studi sulla ionizzazione. Negli ultimi dieci anni la rivista ha esteso il suo campo d'applicazione in nuove aree, come ad esempio, ottica quantistica, informatica quantistica, campi intensi, laser e ultravelocità. Fisica atomica, fisica molecolare e ottica forniscono informazioni non solo sul comportamento di atomi e molecole, ma contribuiscono alla comprensione della teoria quantistica, della fisica della materia e sul controllo e la manipolazione di luce e materia a scale infinitesimali.
Nel 2006, ha pubblicato 581 documenti. Ha un fattore di impatto di 2,024, che garantisce una posizione tra i 12 e 31 primi titoli nella fisica atomica, fisica molecolare, Chimica fisica e tra 9 e i 55 titoli nel'ottica.
Il redattore capo è Jan Michael Rost, MPI per la Fisica dei sistemi complessi, Dresda, Germania.
È indicizzato in INSPEC, Chemical Abstracts, ISI INIST, Compendex.
Si tratta di una rivista ad abbonamento, ma tutti i documenti sono liberamente accessibili per i primi 30 giorni dopo la pubblicazione presso il sito web della rivista.